# Laval Nugent von Westmeath
Il conte Laval Nugent von Westmeath (Ballynacor, 3 novembre 1777 – Bosiljevo, 21 agosto 1862) è stato un generale austriaco di ascendenza irlandese.

## Biografia
Adottato da uno zio di nazionalità austriaca, entrò nell'esercito austriaco nel 1793, divenendo colonnello nel 1807 e capo di Stato Maggiore del Corpo d'armata dell'arciduca Giovanni nel 1809. Nel 1813 condusse la campagna contro il viceré d'Italia Eugenio di Beauharnais, sconfisse i francesi e conquistò la Dalmazia, l'Istria e la Val Padana. Nel 1815 ottenne il comando in Italia: comandò l'ala destra dell'esercito austriaco nella guerra austro-napoletana, liberando Roma (30 aprile), mentre Adam Albert von Neipperg occupava Forlì, e sconfiggendo il Re di Napoli Gioacchino Murat nella battaglia di Ceprano e in quella di San Germano.
Avendo rimesso sul trono papa Pio VII, ricevette da questi un titolo nobiliare. Nel 1817 entrò al servizio di Ferdinando I delle Due Sicilie in qualità di comandante supremo dell'esercito delle Due Sicilie, sposò la contessa Giovannina Riario-Sforza che possedeva beni nella cittadina di Montepeloso (Irsina), in Basilicata. Nel 1820, a seguito della rivolta dell'esercito napoletano fra le cui file si era diffusa la Carboneria, tornò in servizio nell'esercito austriaco. Amico del banchiere ebreo di Fiume Andrea Lodovico Adamich, ampliò i suoi possedimenti in Croazia e nella città di Fiume dove fra l'altro acquistò il castello di Tersatto, ristrutturato da Giacomo Paronuzzi. 

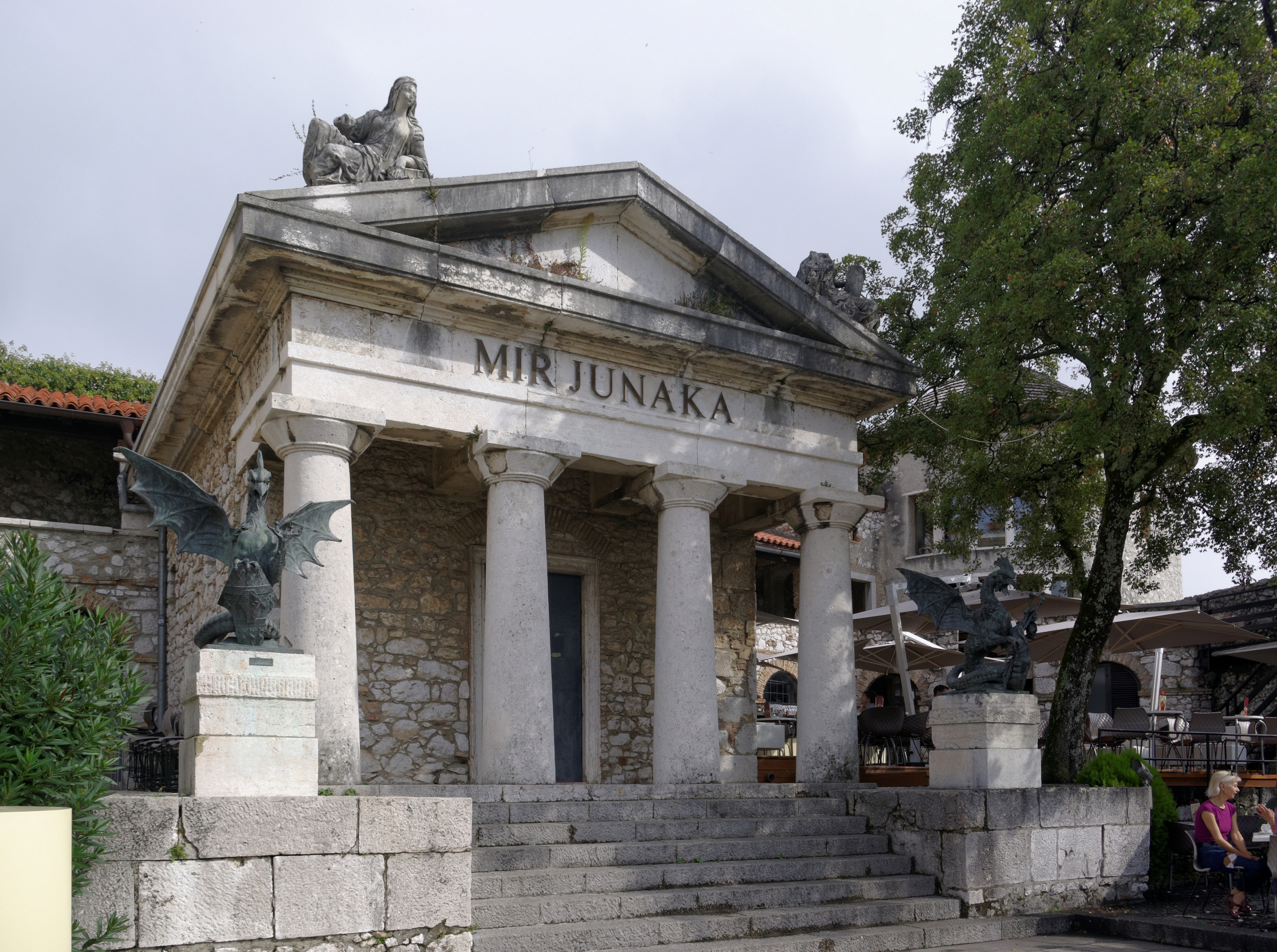
Il Mausoleo del Nugent a Tersatto.

Durante la prima guerra di indipendenza italiana (1848) fu incaricato da Josef Radetzky di comandare un corpo d'armata contro il Regno di Sardegna; nello stesso anno contrastò la rivoluzione ungherese. Nel 1849 ricevette il titolo di feldmaresciallo.